# Zope
Zope (англ. Zope Object Publishing Environment, среда публикации объектов Zope, произносится [зо́уп]) — объектно-ориентированный сервер приложений, написанный на языке программирования Python. Zope разрабатывается на основе собственной Open Source лицензии ZPL.
Zope (точнее, Zope2) обычно применяется в качестве системы управления содержимым (CMS). Для этих целей был создан программный каркас CMF (англ. Content Management Framework) — набор библиотек для создания систем публикаций под Zope. В свою очередь на основе CMF была создана система публикаций Plone.

## История
В 1996 году Джим Фултон, в то время технический директор Digital Creations, на конференции International Python Conference (IPC) сделал презентацию по теме CGI: «Python and Internet Programming». Джим, считая CGI очень далёким от совершенства, придумал новый путь для программирование на Python для сети Интернет.
В 1998 году Digital Creations объединила системы Bobo и Principia под маркой Zope и опубликовала их исходный код под лицензией ZPL. Zope 2.0 был выпущен в 1999 году.
В конце 2005 года был выпущен Zope3. Это полностью переработанная версия Zope, которая разрабатывалась на протяжении нескольких лет, и
при её разработке учитывался опыт использования Zope2. С выходом Zope3 разработчики получили мощный сервер приложений, с помощью которого стало возможным разрабатывать не только CMS, но и более сложные системы, в частности системы автоматизации бизнес-процессов и документооборота. В январе 2010 года Zope3 был переименован в BlueBream.

## Технологии и свойства

### Объектная база данных ZODB
Для долговременно сохраняемых (англ. persistent) объектов в Zope традиционно используется объектная база данных ZODB, хотя ничто не мешает использовать и другие средства, например, файловую систему или реляционную базу данных. Да и сама ZODB может использовать в качестве back-end реляционную базу данных при помощи RelStorage.
Кроме того, несколько экземпляров (англ. instance) Zope могут работать с одной ZODB посредством ZEO.

### ZServer
ZServer является интеграцией сервера приложений Zope с сервером Medusa. ZServer даёт HTTP, FTP, WebDAV, PCGI и удалённый интерактивный доступ Python.

### Каталог объектов ZCatalog
Для удовлетворения поисковых запросов к объектной базе данных в Zope 2 применяется ZCatalog. В ZCatalog-объекте хранятся индексы (англ. index) и метаданные (англ. metadata). Индексы являются данными, по которым ищут содержимое, а метаданные — копии некоторых полей индексируемых объектов, которые могут быть прочитаны без извлечения самого объекта из базы данных. Результатом поиска является последовательность элементов, называемых брэйнами (от англ. brain — «мозг»). Брэйны действуют по принципу ленивых вычислений, так как они создаются «на лету», по мере потребления результата запроса, и не «будят» настоящие исходные объекты из базы данных.

### Компонентная архитектура ZCA
Zope 3 является набором программных компонентов. Компоненты являются объектами с чётко определённой функциональностью и ответственностью, зафиксированной в описаниях интерфейсов. Разработанные в рамках Zope технологии компонентной архитектуры zope.component, zope.interface, zope.event в силу своей обобщённости могут применяться в других программных системах на Python.

### Система шаблонов для HTML/XML
Для разработки веб-приложений одной из основных задач является генерация кода на языках разметки, используемых в WWW. Zope использует для этой цели DTML (англ. Document Template Markup Language) и ZPT (англ. Zope Page Templates). DTML не рекомендуется использовать в новом коде. ZPT основан на XML и состоит из трёх документированных частей:
- Язык шаблонных атрибутов (Template Attribute Language — TAL (англ.)),
- Синтаксис выражений TAL (Template Attribute Language Expression Syntax — TALES (англ.)),
- Макрорасширение TAL (Macro Expansion Template Attribute Language — METAL (англ.)).

### Работа с веб-формами
Веб-приложения часто нуждаются в обработке данных, вводимых пользователем, а построенные на основе веб-технологий системы управления содержимым обычно поддерживают редактирование контента через веб (TTW, англ. through-the-web). Для обработки форм Zope 3 предлагает пакеты zope.formlib в сочетании с пакетом для описания схемы данных zope.schema.

### Разграничение прав доступа
В процессе обработки запроса происходит идентификация и аутентификация пользователя.
Права доступа пользователей Zope 2 предоставляются им на основе правил защиты (security policy, «политика безопасности»). Для авторизации пользователя при доступе к некоторому ресурсу выявляется его роль (англ. role) и проверяется, имеется ли у данной роли разрешение (англ. permission) на доступ к ресурсу. Такая система позволяет описывать достаточно тонкие (англ. fine-grained) права доступа и делает Zope сравнительно безопасным. В Zope 3 предлагаются механизмы аутентификации PAU (англ. Pluggable Authentication Utility — встраиваемая поддержка аутентификации) и авторизации zope.security.

### Заимствование (acquisition)
Заимствование (англ. acquisition) — интересный и достаточно уникальный подход к построению взаимоотношений между объектами, состоящий в совместном использовании поведения на основе отношения вложенности объектов. Заимствование обеспечивает доступ к объектам вышележащих уровней в иерархии обращением к объекту более глубокого уровня. Например, если некоторый объект (документ, изображение, файл и т. п.) расположен в некоторый папке, то он доступен по имени из любых нижележащих папок. Заимствование является одним из важнейших свойств Zope, которое позволяет создавать более простые и наглядные решения, но требует грамотного обращения.